# Wide Awake (canção)
"Wide Awake" é uma canção da artista musical estadunidense Katy Perry contida no relançamento de seu terceiro álbum de estúdio, Teenage Dream: The Complete Confection (2012). Foi composta pela cantora juntamente com Max Martin, Bonnie McKee, Dr. Luke e Cirkut, sendo produzida pelos dois últimos. A faixa, uma balada, foi lançada como segundo single da reedição do disco em 22 de maio de 2012.

## Antecedentes
"Bem, eu tinha duas faixas que não poderiam ser selecionadas em Teenage Dream, eram elas 'Part of Me' e 'Dressin' Up' ". E quando eu soube que haveria um relançamento, pensei 'eu tenho que entrar em estúdio', porque não posso esperar oito meses para ser capaz de liberar esse sentimento que estou sentido agora. Pois Deus sabe que levaria oito meses para fazer uma outra música. Eu não conseguiria fazer na hora,  elaboração de canções leva tempo.

—Perry em entrevista com James Montgomery, da MTV News
Em março de 2012, Perry revelou trechos de duas novas faixas selecionadas no alinhamento final de Teenage Dream: The Complete Confection, "Wide Awake" e "Dressin' Up". Jenna Hally Rubenstein, da MTV, publicou que "Wide Awake" pode tratar-se do relacionamento da cantora com Russel Brand. No entanto, em entrevista para o programa MTV First, ela declarou ter sido parcialmente inspirada por seu próprio documentário Katy Perry: Part of Me: "Eu não compus a canção apenas para descarregar meus sentimentos, compus para o filme também." Co-escrita por Dr. Luke, Max Martin, Cirkut e Bonnie McKee, a última disse que a música é diferente do que Perry havia trabalhado anteriormente: "Ela está passando por grandes mudanças em sua vida. Portanto, não é tudo sobre alegria e diversão. É real e é profundo e tem muito a dizer."
A capa da canção foi divulgada em 22 de maio de 2012 pela cantora através de sua conta oficial no Twitter. A imagem focaliza no rosto de Perry com cabelo roxo escuro, enquanto as letras do título estão multicoloridas. Robbie Daw, do Idolator, descreveu a artista como uma "hippie que esta voltando para a natureza".

## Faixas e formatos
| Download digital |                              |         |  |
| N.º              | Título                       | Duração |  |
| 1.               | "Wide Awake"                 | 3:40    |  |
| 2.               | "Wide Awake" (vídeo musical) | 4:36    |  |